# Lölling Graben
Lölling Graben ist eine Ortschaft in der Gemeinde Hüttenberg im Bezirk Sankt Veit an der Glan in Kärnten. Die Ortschaft hat 141 Einwohner (Stand 1. Jänner 2024). Zusammen mit Lölling Sonnseite und Lölling Schattseite bildet sie den Ort Lölling.

## Lage
Die Ortschaft liegt im Osten des Bezirks Sankt Veit an der Glan, im Süden der Gemeinde Hüttenberg, am Südrand der Katastralgemeinde Lölling. Sie umfasst das geschlossene Siedlungsgebiet rechtsseitig des Löllinger Bachs um die Pfarrkirche Lölling.
In der Ortschaft gibt es die Vulgonamen Schum (Nr. 1), Praxnerbadstube (Nr. 3), Rieger (Nr. 5), Waaghaus (Nr. 7a), Schien (Nr. 21), Villa Storf (Nr. 30), Krammer (Nr. 35), Leitner (Nr. 45) und Weber (Nr. 47).

## Geschichte
Auf dem Gebiet der Steuergemeinde Lölling liegend, gehörte Lölling Graben in der ersten Hälfte des 19. Jahrhunderts zum Steuerbezirk Althofen (Herrschaft und Landgericht). Bei Gründung der Ortsgemeinden im Zuge der Reformen nach der Revolution 1848/49 kam Lölling Graben an die Gemeinde Lölling. Im Zuge der Gemeindestrukturreform 1973 kam der Ort an die Gemeinde Hüttenberg.

## Bevölkerungsentwicklung
Für die Ortschaft ermittelte man folgende Einwohnerzahlen:
- 1869: 36 Häuser, 375 Einwohner[3]
- 1880: 40 Häuser, 431 Einwohner[4]
- 1890: 43 Häuser, 444 Einwohner[5]
- 1900: 43 Häuser, 300 Einwohner[6]
- 1910: 44 Häuser, 311 Einwohner[7]
- 1923: 43 Häuser, 275 Einwohner[8]
- 1934: 275 Einwohner[9]
- 1961: 44 Häuser, 224 Einwohner[10]
- 2001: 57 Gebäude (davon 45 mit Hauptwohnsitz) mit 87 Wohnungen; 179 Einwohner und 4 Nebenwohnsitzfälle; 83 Haushalte; 7 Arbeitsstätten, 5 land- und forstwirtschaftliche Betriebe[11]
- 2011: 63 Gebäude, 165 Einwohner, 76 Haushalte, 5 Arbeitsstätten[12]
- 2021: 65 Gebäude, 158 Einwohner, 76 Haushalte, 10 Arbeitsstätten[13]

## Kultur und Sehenswürdigkeiten
Zur Ortschaft Lölling Graben gehören die Pfarrkirche Lölling und das Schloss Lölling. Zu den denkmalgeschützten montanistischen Gebäuden in der Ortschaft zählen das Verweserhaus und das Dampfmaschinenhaus. Angeschlossen an den haubengekrönten Landgasthof Neugebauer ist ein kleines Schmiede- und Schlossereimuseum.

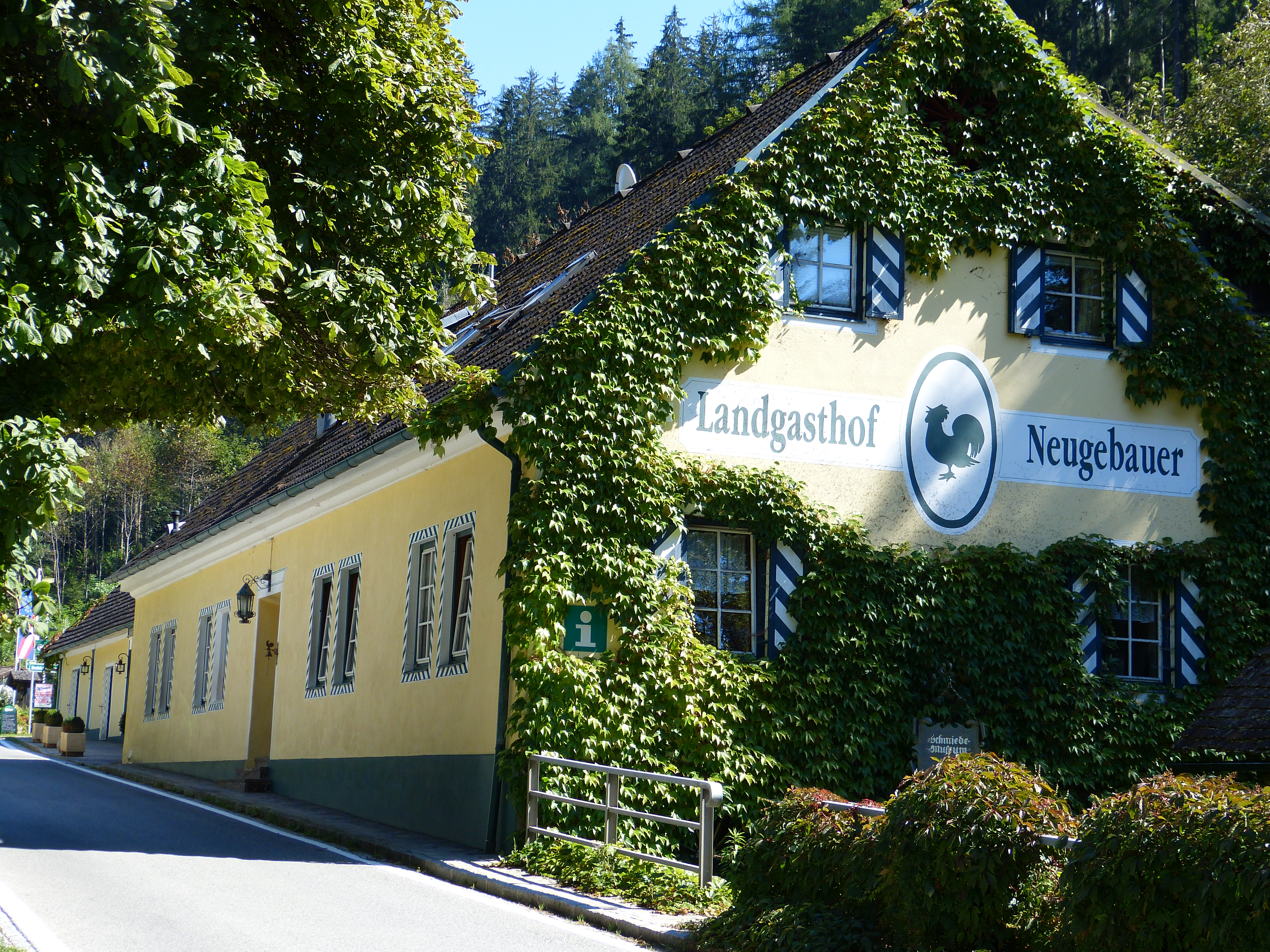
Landgasthof Neugebauer, Lölling Graben Nr. 6
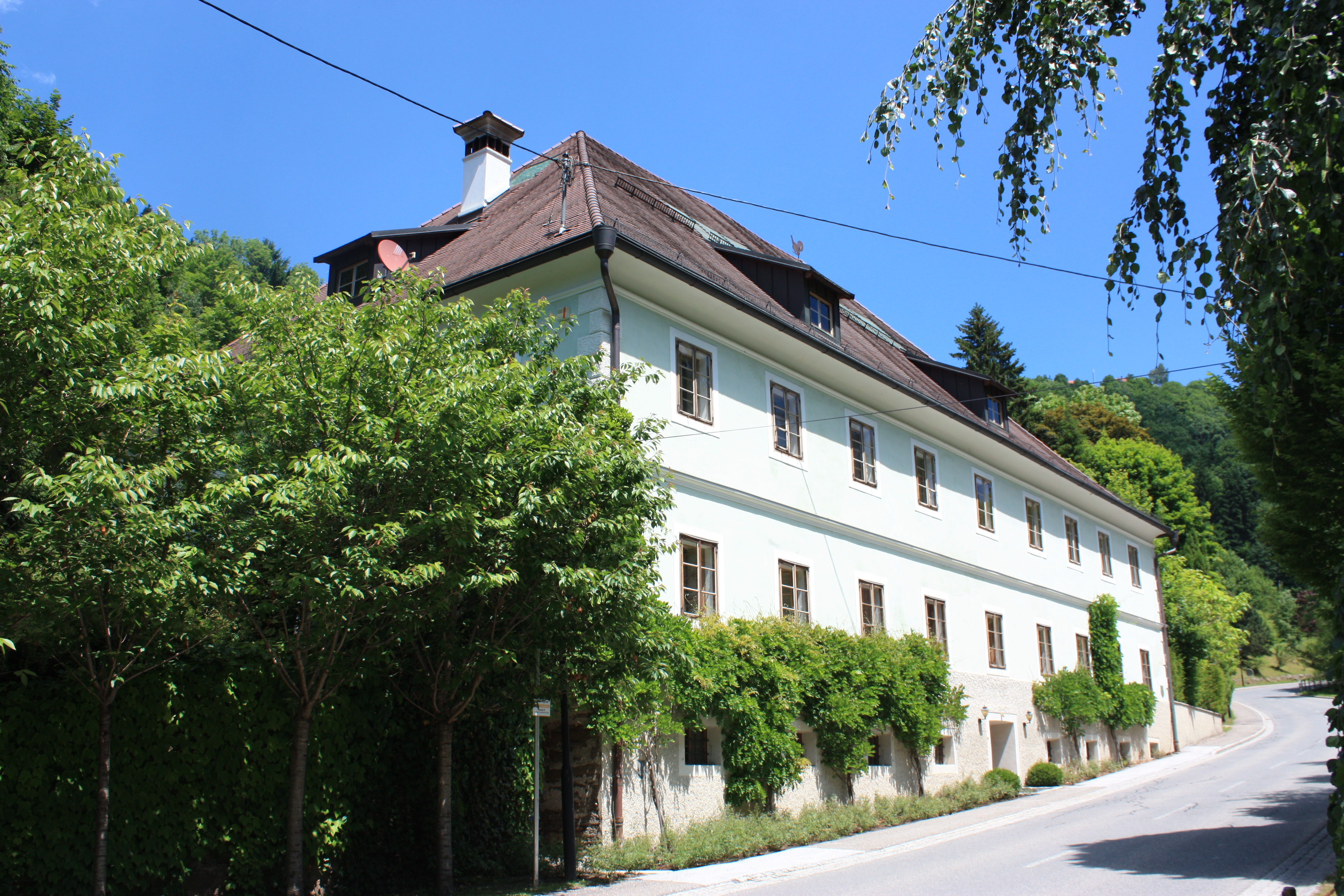
Schloss Lölling, Lölling Graben Nr. 32
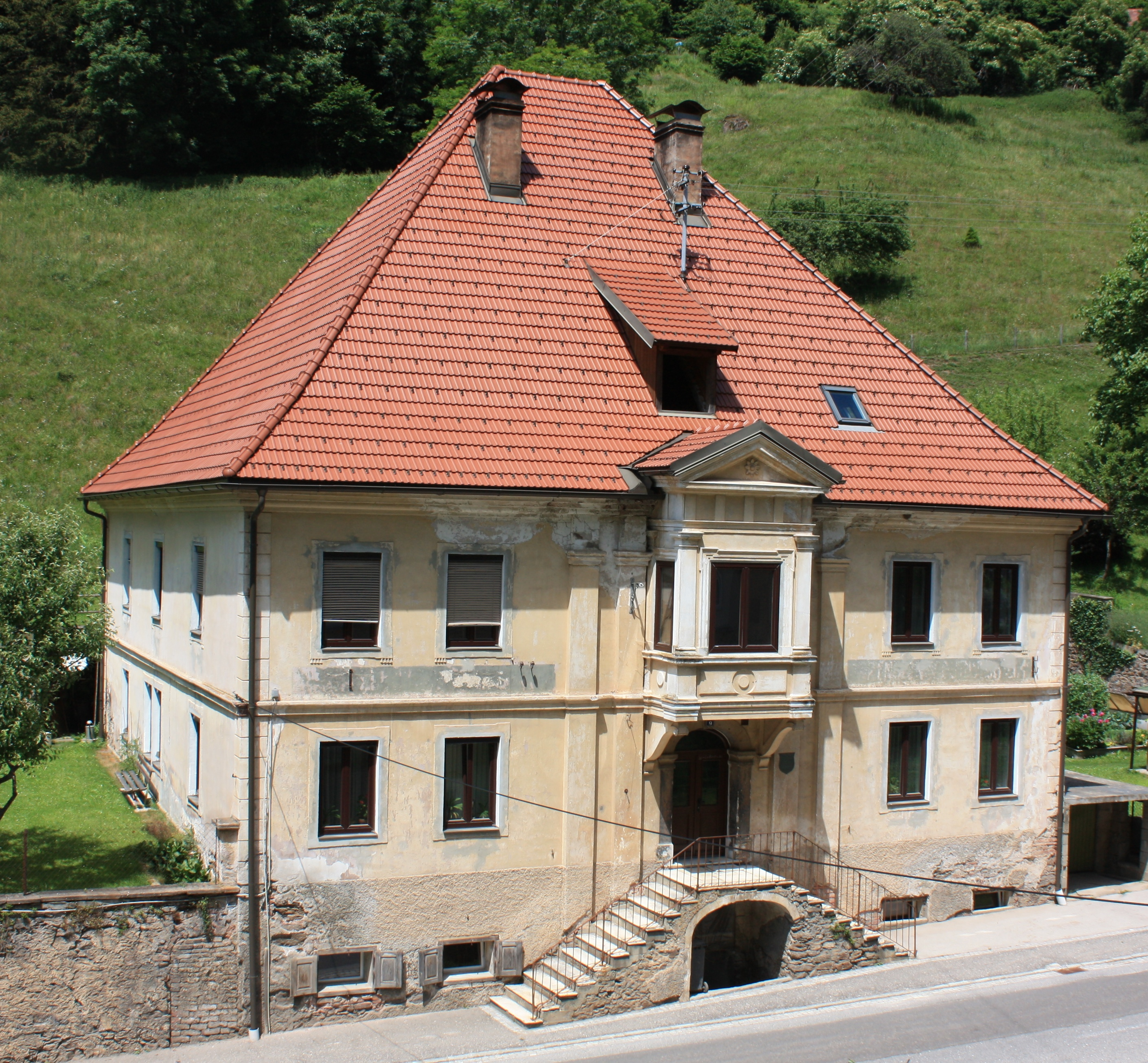
Verweserhaus, Lölling Graben Nr. 9
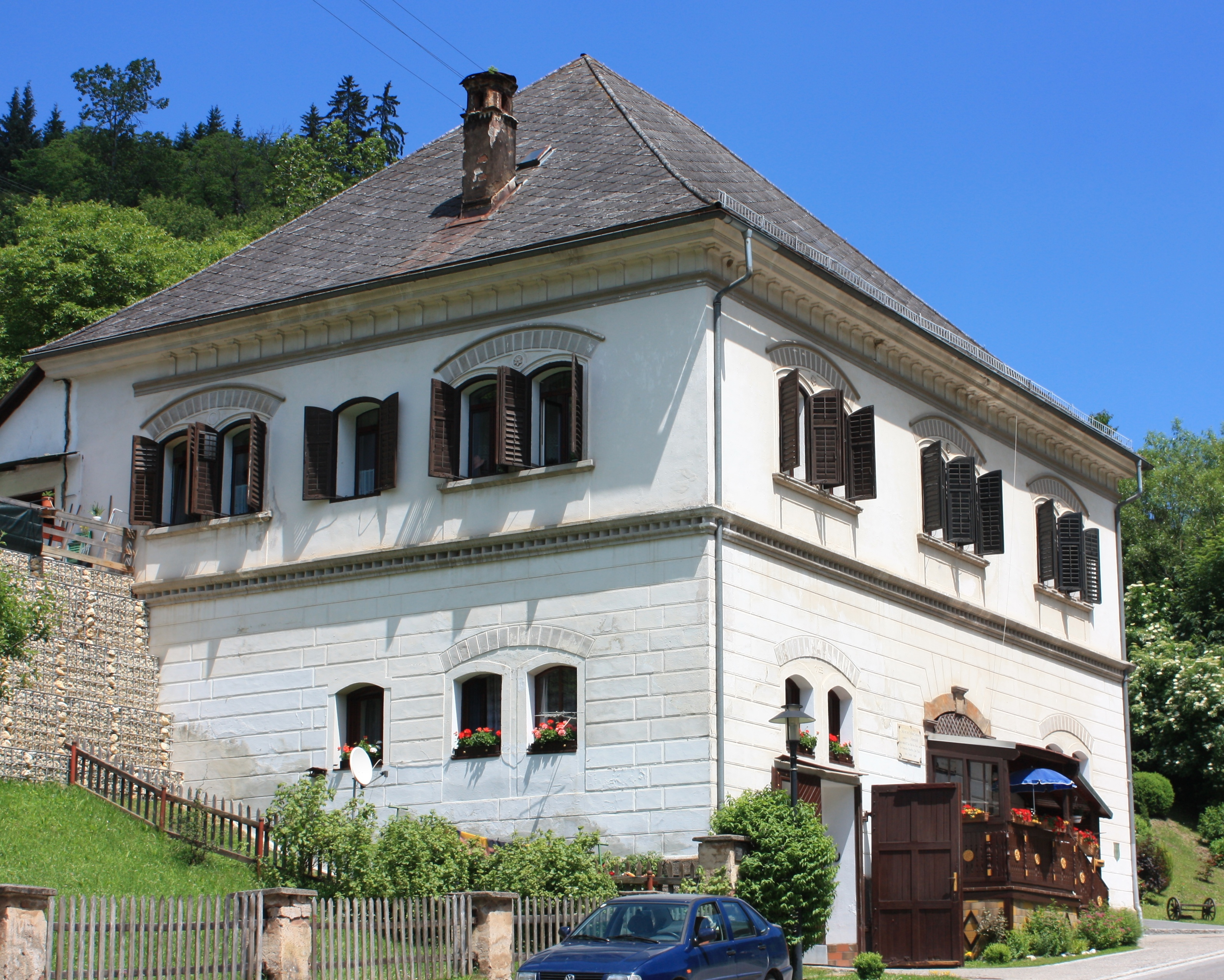
Dampfmaschinenhaus, Lölling Graben Nr. Nr. 10
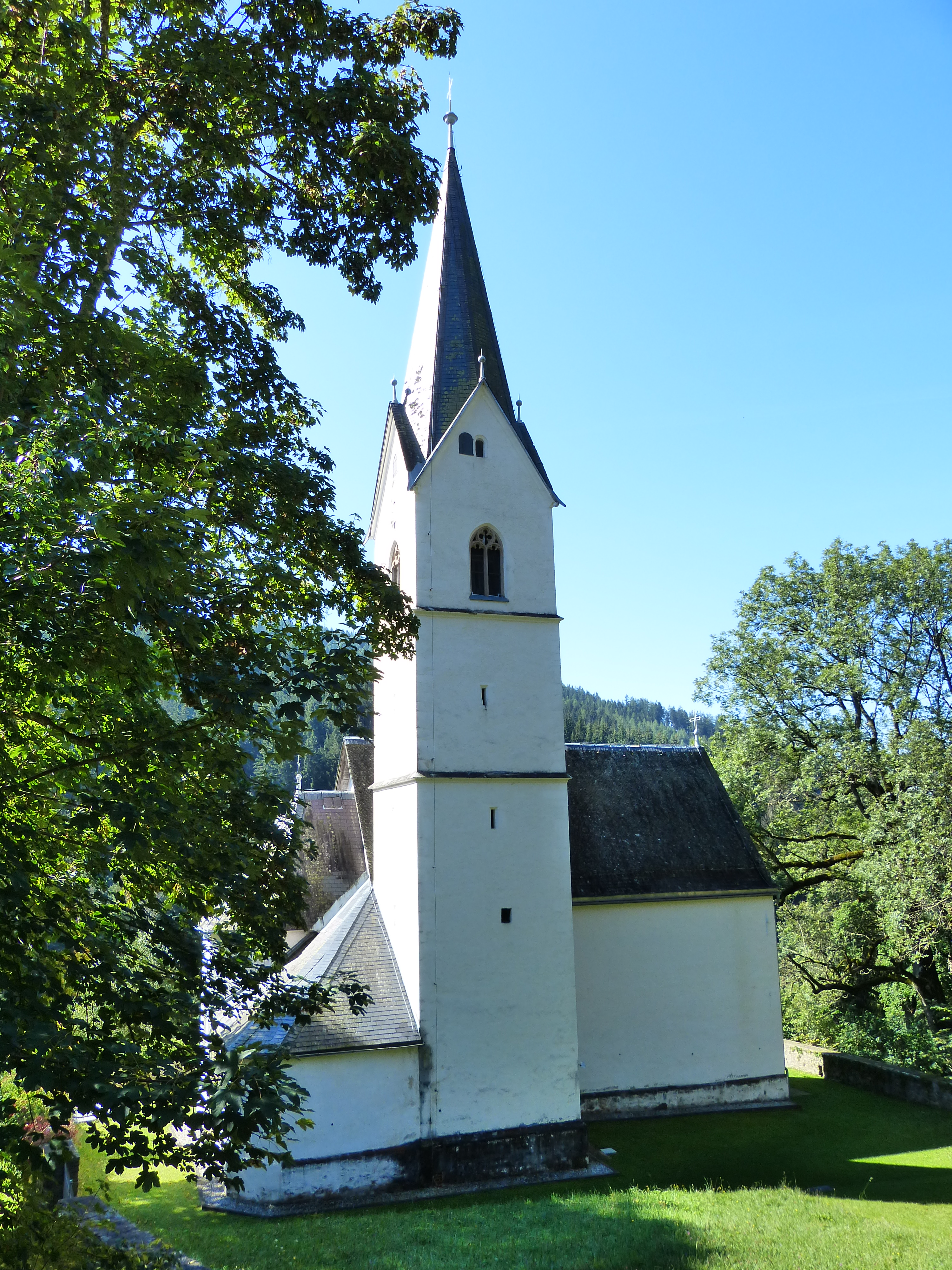
Pfarrkirche Lölling

## Persönlichkeiten
- Ernst Diez (* 27. Juli 1878 in Lölling Graben; † 8. Juli 1961 in Wien), Kunsthistoriker und Hochschullehrer
- Hildegard Bucher (geb. Drolle) (* 15. September 1902 in Lölling-Graben; † 1. Mai 1945 im KZ Ravensbrück), kommunistische Widerstandskämpferin gegen das NS-Regime[15]